# 狭义相对论

光錐是在閔考斯基時空下能夠與一個單一事件通過光速存在因果聯繫的所有點的集合。

光锥是闵可夫斯基时空下能够与一个单一事件通过光速存在因果联系的所有点的集合。

狭义相对论（英語：Special relativity）是由阿尔伯特·爱因斯坦、亨德里克·洛仑兹和亨利·庞加莱等物理學家创立的一個應用在惯性参考系下的时空理论，是对牛顿时空观的拓展和修正。爱因斯坦在其於1905年完成的論文《論動體的電動力學》中提出了狭义相对论。
牛顿力学是狭义相对论在低速情况下的近似。

## 背景

### 伽利略变换与电磁学理论的不自洽
在19世纪末，以麦克斯韦方程组为核心的经典电磁理论的正确性已經被大量实验所证实，但麦克斯韦方程组在经典力学中的伽利略变换下並不具有协变性，而经典力学中的相对性原理则要求一切物理规律在伽利略变换下都具有协变性。

### 以太假说
为了解决这一矛盾，物理学家們提出了“以太假说”，即放弃相对性原理，认为麦克斯韦方程组只对一个绝对参考系（以太）成立。根据这個假说，由麦克斯韦方程组计算得到的真空光速是相对于绝对参考系（以太）的速度；在相对于“以太”运动的参考系中，光速具有不同的数值。

### 实验的结果——零结果

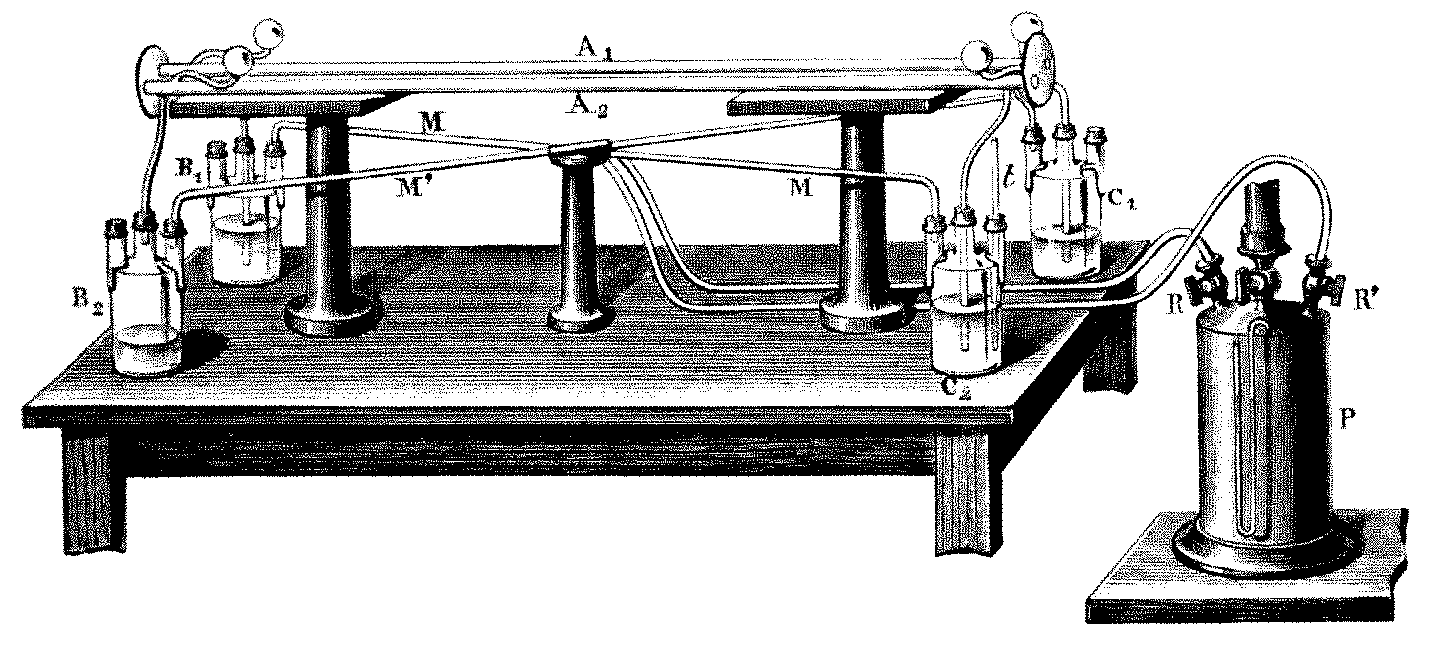
菲索实验的設置

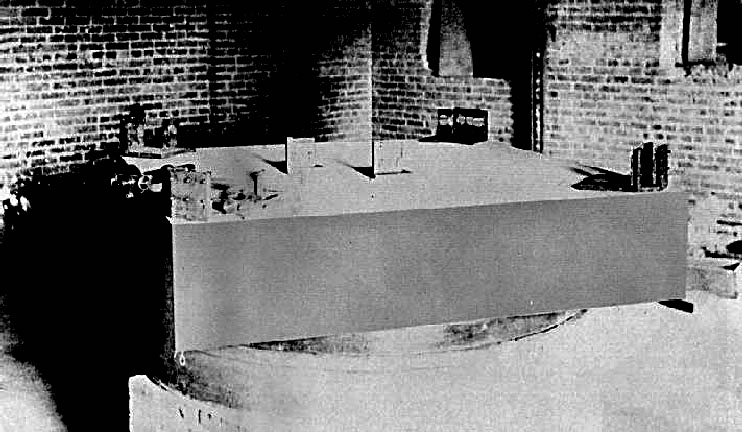
迈克耳孙與莫雷的干涉儀設置，其安裝在一塊漂浮在圓形水銀槽上方。

但斐索实验和迈克耳孙-莫雷实验表明了光速跟参考系的运动无关。该实验结果否定了以太假说，並表明相对性原理的正确性。亨德里克·洛伦兹把伽利略变换修改为洛伦兹变换，在洛伦兹变换下，麦克斯韦方程组具有相对性原理所要求的协变性。洛伦兹的假说解决了上述的矛盾，但他不能对洛伦兹变换的物理本质做出合理的解释。随后数学家亨利·庞加莱猜测洛伦兹变换其實和时空性质有关。

## 爱因斯坦的狭义相对论

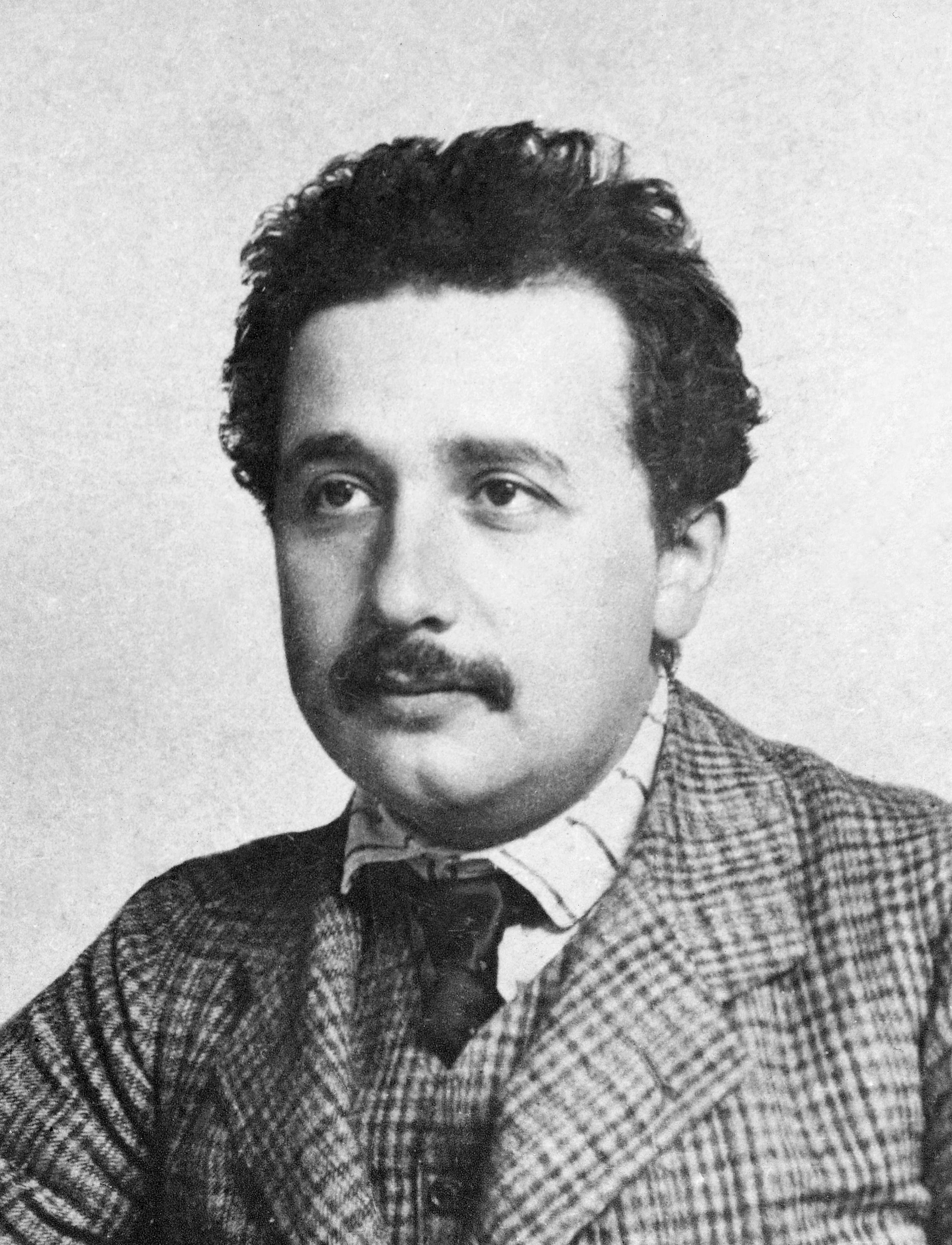
年輕的愛因斯坦在1905年（愛因斯坦奇蹟年）發表了六篇劃時代的論文。

阿尔伯特·爱因斯坦意识到伽利略变换实际上是牛顿经典时空观的体现，如果承认“真空中的光速独立于参考系”这一实验事实为基本原理，可以建立起一种新的时空观（相对论时空观）。在这一时空观下，由相对性原理即可导出洛伦兹变换。1905年，爱因斯坦发表论文《论动体的电动力学》，建立狭义相对论，成功描述了在亚光速领域宏观物体的运动。

### 狭义相对论的基本原理
- 光速不变原理。

在所有惯性系中，真空中的光速都等于{\displaystyle c={\frac {1}{\sqrt {\mu _{0}\epsilon _{0}}}}=}299 792 458 m/s（{\displaystyle \mu _{0}}：真空磁导率，{\displaystyle \epsilon _{0}}：真空介电常数），与光源运动无关。
- 狭义相对性原理。

在所有惯性系中，物理定律擁有相同的表达形式，这是力学相对性原理的推广，它适用于天下所有物理定律，其本质是所有惯性系平权。
狭义相对论是仅描述平直线性的时空（指没有引力的，即闵可夫斯基时空）的相对论理论。牛顿的时空观认为运动空间是平直非线性的时空，可以用一个三维的速度空间来描述；时间并不是独立于空间的单独一维，而是空间坐标的自变量。
狭义相对论同样认为空间和时间并不是相互独立的，而它们应该用一个统一的四维时空来描述，并不存在绝对的空间和时间。在狭义相对论中，整个时空仍然是平直线性的，所以在其中就存在“全局惯性系”。狭义相对论将「真空中，光速为常数」作为基本假设，结合狭义相对性原理和上述时空的性质可以推出洛伦兹变换。
狭义相对论描述的是时空的基本结构。尽管其中一条原理提到了“光”（电磁波）的速度，但狭义相对论与光并没有任何关联。真空中的“光速”是一个基本常数，只是光恰好以这个速度运动而已。即便宇宙中所有电荷消失即不存在任何电磁现象，狭义相对论依然成立。

### 洛伦兹坐标变换
狭义相对论中，洛伦兹变换描述时空中两个惯性参考系的时间、空间坐标之间的变换关系的。它最早由洛伦兹从以太说推出，用以解决经典力学与经典电磁学间的矛盾（即迈克耳孙-莫雷实验的零结果）。后被爱因斯坦用于狭义相对论。

#### 形式
当两个参考系 {\textstyle s} 与 {\displaystyle s'} 在时刻 {\displaystyle t=0} 时重合，且 {\displaystyle s'} 相对 {\displaystyle s} 以速度 {\displaystyle v} 沿 {\displaystyle x} 轴正方向运动时，一个事件在 {\displaystyle s} 系的坐标 {\displaystyle (x,y,z,t)} 与在 {\displaystyle s'} 系的坐标 {\displaystyle (x',y',z',t')} 满足以下关系：
{\displaystyle x'={\frac {x-vt}{\sqrt {1-{\frac {v^{2}}{c^{2}}}}}}}
{\displaystyle y'=y}
{\displaystyle z'=z}
{\displaystyle t'={\frac {t-{\frac {v}{c^{2}}}x}{\sqrt {1-{\frac {v^{2}}{c^{2}}}}}}}
或使用矩阵乘法的形式，写作：
{\displaystyle {\begin{bmatrix}x'\\ct'\end{bmatrix}}={\begin{bmatrix}\gamma &-\beta \gamma \\-\beta \gamma &\gamma \end{bmatrix}}{\begin{bmatrix}x\\ct\end{bmatrix}}}
其中
{\displaystyle \beta ={\frac {v}{c}}}
{\displaystyle \gamma ={\frac {1}{\sqrt {1-{\frac {v^{2}}{c^{2}}}}}}}，称为洛伦兹因子。
用张量表示方法可以简单的表示为
{\displaystyle x'_{i}=a_{ij}x_{j}}
其中
{\displaystyle x'_{i}={\begin{bmatrix}x'\\ct'\end{bmatrix}}}；
{\displaystyle x_{j}={\begin{bmatrix}x\\ct\end{bmatrix}}}；
{\displaystyle a_{ij}={\begin{bmatrix}\gamma &-\beta \gamma \\-\beta \gamma &\gamma \end{bmatrix}}}

#### 注意事项
1. 洛伦兹变换要求 {\displaystyle t=0} 时，{\displaystyle x=0}，{\displaystyle y=0}，{\displaystyle z=0}，且相对速度仅有 {\displaystyle x} 分量

### 时间膨胀（爱因斯坦延缓）
當物體運動時，它的一切（物理、化學變化）从参照系的角度来看都會變慢，就是時間膨脹（簡稱時慢）。等速運動的物體帶在身上的時鐘，用靜系觀察者的時鐘去測量，不論運動方向，測量結果動鐘都隨著運動速度增加而變慢。光速运动的物体（如光子）在时间轴上的分量为零，它的时间是静止的。速度低于光速的物体，其时间膨胀的程度遵循洛仑兹变换{\displaystyle \ t={\frac {t_{0}}{\sqrt {1-({\frac {v}{c}})^{2}}}}}
。
動系的時間膨脹率 = 勞侖茲因子 {\displaystyle \gamma },
爱因斯坦利用畢氏定理(勾股定理)以及假設光速對任何相對等速運動的觀察者都一樣就推論出:
動鐘計時值 {\displaystyle t'} = 靜鐘計時值 {\displaystyle t} {\displaystyle \times } 勞侖茲因子 {\displaystyle \gamma }
假如有一個絕對靜止系，顯然，我們就可以測得各種物體的絕對時慢。所以處於相對靜止系的我們，所得之一切時慢之觀測值，都是相對時慢的觀測值。例如由勞侖茲變換的假說去推論，在動系的觀察者就測量出靜系的時間膨脹: {\displaystyle t'=\gamma t}, 同時也測量出靜系的長度縮收: {\displaystyle x'={\frac {x}{\gamma }}}
注意: 這裡假設的時間膨脹率，絕非只因為都卜勒效應讓時頻變低的視值。假設的時間膨脹率只跟受測物的相對速度有關，與近接或遠離的方向無關。遠離的都卜勒效應時頻視值{\displaystyle F_{\gamma }={\cfrac {c}{c+v'}}F}是變慢的，但近接的都卜勒效應時頻視值{\displaystyle F_{a}={\cfrac {c}{c-v'}}F}是變快的。按照
爱因斯坦延缓假說，對靜系觀察者來說不論近接或遠離，動系通過一段固定距離的時間都加長了。 也就是說通過那段固定距離的動系速度{\displaystyle v'}被靜系觀察者計算成比較慢的{\displaystyle v}，慢率是勞侖茲因子， {\displaystyle v={\cfrac {v'}{\gamma }}}。所以靜系觀察者所測出的都卜勒效應被爱因斯坦延缓假說修改成為: {\displaystyle F_{\gamma }={\cfrac {c}{c+{\tfrac {v'}{\gamma }}}}F} 和 {\displaystyle F_{a}={\cfrac {c}{c-{\tfrac {v'}{\gamma }}}}F}。

### 长度收缩（洛伦兹收缩）
{\displaystyle \ L=L_{0}{\sqrt {1-\left({\frac {v}{c}}\right)^{2}}}}
勞侖茲收縮就是指相對于某物體運動的觀測者觀測，在運動的那個軸向的長度，會比相對于物體靜止的觀測者觀測到的同一長度要短。其收縮率，就是勞侖茲因子。其它軸向的長度，並不會有影響。
邁克生-莫雷實驗那種實驗，就是勞侖茲收縮的最佳証明。
當然，被勞侖茲收縮的人事物本身，並不會察覺到被收縮；從靜系看來，動系上的觀測者，就像拿著一根被收縮的尺，去測量被收縮的物體。
但是，因為絕對靜止系不可得，所以我們僅能測得相對短縮。因為我們不知道自己設定的靜止參考系，是否真的比我們要測的運動物體還要靜止。
假如運動物體上面有個觀測者，他又設定他的慣性系才是靜止的，那我們就變成他的動系了。當他觀測我們時，我們才是被收縮的一方，而他是正常的一方。
另外，勞侖茲收縮率，從移動電荷所產生的電場推遲的效應，也就可以推出來。
高速運動電荷產生的電場形變之等勢面，因為電場傳播不是無限快，所以必定會產生推遲，所以它向四周散發出的電場之等勢面，就不再是正球面對稱了。

### 同时的相对性
因為絕對靜止系不可得，所以各慣性系的觀測者，對於兩事件發生，僅能作出是否相對同時的判斷，而沒有辦法作出是否絕對同時的判斷，除非兩事件发生在同一时空点上。
當慣性系中的觀測者，在對該系中的有距離之兩鐘，進行校正時，他把同步訊號源放在兩鐘的正中央，同步脈波呈球面對稱，半徑光速擴展，當鐘被同步波緣觸及時，即歸零 (或重置在相同的計時初值)，此時兩鐘的計時步調，即相對同步計時，有時也簡稱相對同時。

### 相对论质量
{\displaystyle m={\frac {m_{0}}{\sqrt {1-\left({\frac {v}{c}}\right)^{2}}}}}
m0指静止质量，m为相对论质量。
由公式可以看出：
1.對於一个有質量的物體，其速度v不可能等於或者超过光速，否则分母將會無意義或为一个虚数（註：光子沒有靜止质量，因此其速度可以达到光速；但是在其運動時，會有動量或者說能量，不屬於質量範疇）。
2.當某有質量之物體移動速率越接近光速，相對論質量會變重。
3.当v远小于c时，m近似于m0，符合牛顿力学定律。

### 相对论力学
在狭义相对论中牛顿第二定律F = ma應改寫成下式（F = ma可解釋為下式的特例）
{\displaystyle \mathbf {F} ={\frac {d\mathbf {p} }{dt}}}
而動量P = Mv，其中M非定值，所以根据微分計算式d（uv）=udv+vdu，得
{\displaystyle \mathbf {F} ={\frac {d(M\mathbf {v} )}{dt}}={\frac {dM}{dt}}\mathbf {v} +M{\frac {d\mathbf {v} }{dt}}={m_{0}}{\frac {d\gamma }{dt}}\mathbf {v} +\gamma {m_{0}}{\frac {d\mathbf {v} }{dt}}}
得
{\displaystyle \mathbf {F} ={\frac {\gamma ^{3}{m_{0}}\left(\mathbf {v} \cdot \mathbf {a} \right)}{c^{2}}}\,\mathbf {v} +\gamma {m_{0}}\,\mathbf {a} .}
由上式可见，加速度并不和力的方向一致，且随着速度逐渐趋向于光速，物体的质量趋向于无穷大，加速度趋向于零。

### 相对论能量
根据{\displaystyle m={\frac {m_{0}}{\sqrt {1-v^{2}/c^{2}}}}}公式，运动时物体质量增大，同时运动时将会有动能，质量与动能均随速度增大而增大。
根据{\displaystyle \mathbf {F} ={\frac {d\mathbf {p} }{dt}}}
得{\displaystyle {dE_{k}}=\mathbf {F} {dx}={\frac {d\mathbf {p} }{dt}}{dx}}
因为{\displaystyle {\frac {dx}{dt}}=v},所以{\displaystyle {dE_{k}}=vd(mv)=v^{2}dm+mvdv}
由{\displaystyle m={\frac {m_{0}}{\sqrt {1-v^{2}/c^{2}}}}}公式改寫而得{\displaystyle m^{2}c^{2}-m^{2}v^{2}=m_{0}^{2}c^{2}}
因为m,v都是t的函数，将该式两边对t微分，得{\displaystyle mvdv=c^{2}dm-v^{2}dm}，
將結果带入上式{\displaystyle {dE_{k}}}，得
{\displaystyle {dE_{k}}=c^{2}dm}
对其积分，{\displaystyle {E_{k}}={\int _{m_{0}}^{m}c^{2}\,dm}=mc^{2}-m_{0}c^{2}}
这就是相对论下的动能公式。当速度为0時，{\displaystyle m=m_{0}}，所以动能为0。{\displaystyle m_{0}c^{2}}为物体静止时的能量。而总能量=静止能量+动能，因此总能量{\displaystyle E=mc^{2}}.

### 相对论动量与能量
根据{\displaystyle m={\frac {m_{0}}{\sqrt {1-v^{2}/c^{2}}}}}，
等式左右两边平方，再同乘以光速的二次方
得:{\displaystyle E^{2}=(pc)^{2}+(m_{0}c^{2})^{2}\,}
此外，不难证明:{\displaystyle \mathbf {p} c^{2}=E\mathbf {v} \,.}
上两式说明动量与能量是密切相关的
當速度接近光速時，v約等於c，因此最後一式可改寫為{\displaystyle \mathbf {E} =pc\,.}

### 相对论下的电效应——磁场与电场的统一
古典電磁學的理論研究開始了有關電磁波傳播的探討。由擴展電磁效應的方程式可推得，若E場和B場以有限的速度傳播，帶電粒子需要符合特定的條件，有關帶電粒子的相關研究形成了黎納-維謝勢，已開始往狭义相对论前進。
一個移動粒子產生的電場，若用洛伦兹变换轉換到固定坐標系下，會出現對應磁場的項。相對的，一個移動粒子產生的磁場，若在一個速度和粒子相同的坐標系來觀察，磁場會消失，轉變為電場。麦克斯韦方程组只是將狭义相对论的效應應用在古典模式下，經驗性的結果。由於電場和磁場都和坐標系有關，而且會互相轉換。狭义相对论提供電磁場從一個慣性坐標系轉移到另一個慣性坐標系時，需要的轉換公式。

### 实验验证
- 横向多普勒效应实验
- 高速运动粒子寿命的测定

1、在超新星爆发中产生的宇宙射线，在近光速运动中半衰期延长。
2、在粒子加速器中派介子半衰期延长。
3、携带原子钟的实验#在2010年時美國國家標準技術研究所比較一個在地面的原子钟和在高速火箭上的電子鐘，证实了双生子佯谬成立。

## 延伸阅读
[在维基数据编辑]
 《論動體的電動力學》